# Scottsdale (Tasmania)

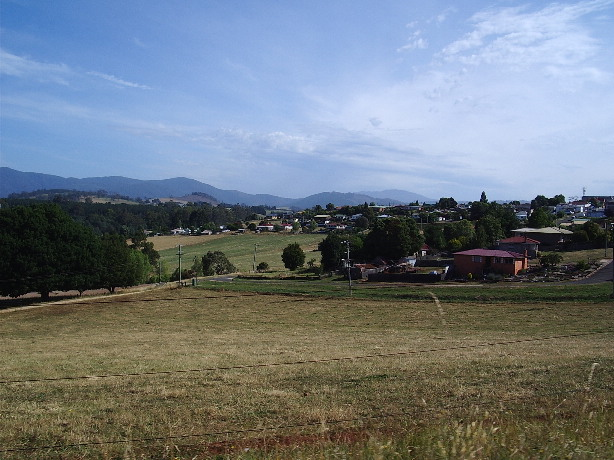
Scottsdale

Scottsdale – miasto w północno-wschodniej części Tasmanii. Położone około 63 km na północny wschód od Launceston, leży na trasie autostrady- Tasman Highway. Scottsdale wchodzi w skład samorządy terytorialnego Dorset Council. 
Obszar miasta po raz pierwszy zbadany w 1855 roku przez Jamesa Scotta. Główną gałęzią gospodarki miasta jest rolnictwo. Uprawiane są ziemniak, a także istnieją plantacje sosen i maku. Głównie hodowane jest bydło. Wcześniej ważna rośliną uprawną był chmiel ale w ciągu ostatnich kilku lat plantacje chmielu zostały sprzedane lub przekształcone w farmy bydła i plantacje sosen i eukaliptusów.